# Bureau des finances
En France, le bureau des Finances est une administration financière régionale d'Ancien Régime. Elle a connu de nombreuses modifications de structure entre 1577 et 1789.

## Historique
Par l'édit de Poitiers du mois juillet 1577, le roi de France, Henri III, crée les bureaux des finances. Par un arrêt du Conseil du 8 juillet 1578, il pourvoit à leur organisation.
Leur création fait suite à la réunion des offices de trésorier de France et de général des finances dans un nouvel office de trésorier général de France. Alors que l'administration ancienne faisait la différence entre les finances ordinaires, les revenus des domaines, gérés par les trésoriers, et les finances extraordinaires, les revenus des impôts, gérés par les généraux, les bureaux géraient l'ensemble des revenus royaux au sein d'une vaste circonscription appelée généralité. Il y a autant de bureaux de finances qu'il y a de généralités.
À l'origine les bureaux des finances étaient constitués de cinq trésoriers généraux de France, mais le nombre de ces derniers ne cessa d'augmenter. On créa également des charges de président au sein des bureaux. Les bureaux furent supprimés entre 1598 et 1608 mais les trésoriers généraux de France s'opposèrent à cette mesure et finirent par obtenir le rétablissement des bureaux des finances.
Les attributions des bureaux pouvaient se répartir en trois domaines : gestion fiscale, gestion domaniale et gestion de la voirie. Il s'y ajouta en 1627 une fonction judiciaire.
À partir de la fin du règne de Louis XIII, leur rôle va se trouver amoindri par celui que remplit les intendants d'une généralité ou ses subdélégués. Un règlement du 22 août 1642 rendu en Conseil du Roi fait de l’intendant le président du bureau des finances. Si les trésoriers de France refusent sa présidence, il peut décider sans eux en ne travaillant qu'avec les élus.
Depuis 1663, les trésoriers de France sont toujours présents au département de répartition des tailles mais n'y ont plus de voix délibérative et ne jouent aucun rôle dans la répartition de l'impôt entre les élections et les paroisses. La Cour des aides ayant été déclarée incompétente en 1607, toute contestation sur le département de la taille de la part d'élus ou de paroisses va à l’intendance et au Conseil du roi.
Les bureaux des finances ont conservé leur rôle de contrôle des officiers chargés des finances provinciales jusqu'en 1789, qu'ils soient élus, officiers des greniers à sel, receveurs particuliers et généraux des tailles, ainsi que de leur comptabilité.
Leur rôle est resté important en ce qui concerne la voirie et le domaine.
Cette diminution de l'importance des bureaux des finances à partir de Louis XIV s'est traduit par l'augmentation des postes vacants et la baisse du prix des charges. Cependant, les trésoriers de France ayant la noblesse transmissible au second degré, cela leur permettait de conserver un certain prestige.

## Attributions fiscales
Le rôle des bureaux des finances n'étaient pas les mêmes dans les différentes généralités. En pays d'élection, ils réglaient l'assiette et la levée de l'impôt ; en pays d'États, c'était les États qui exerçaient ces fonctions. Les bureaux géraient les impôts créés au moyen Âge, notamment la taille, dont ils assuraient la répartition entre les élections, mais aussi ses suppléments taillon et crues. Ils affermaient les impôts indirects, gabelle, aides et traites.
Dans l'exercice de ces fonctions, les bureaux des finances avaient autorité sur les élections, les receveurs et les greniers à sel.
À partir de 1630, ils sont supplantés dans ces fonctions par les Intendants, qui tendent de plus en plus à monopoliser la répartition des impôts. 

## Attributions domaniales
Les bureaux des finances devaient assurer la gestion du domaine royal, aussi bien corporel, biens immeubles, qu’incorporel, droits dû au roi en tant que seigneur. À cet effet les bureaux entretenaient les bâtiments appartenant au roi, exploitaient les terres, adjudicaient les fermes, recevaient les hommages et aveux rendus au roi et levaient les droits du roi en tant que suzerain (droit d'aubaine, droit de bâtardise, droit de régale).
Dans l'exercice de ces fonctions, les bureaux des finances ont autorité sur les baillis et sénéchaux.
Les fonctions d'administration domaniale restent celles des bureaux des finances jusqu’à la fin de la monarchie.

## Attributions de voirie
La gestion des grandes voies était traditionnellement une fonction des baillis, mais les trésoriers de France la reçurent en 1508. Les bureaux des finances récupérèrent cette fonction, qui leur fut confisquée entre 1599 et 1626 par le grand voyer de France. À partir de 1669 l'administration de la voirie passe à l'intendant.

## Fonctions de justice
En 1635, les bureaux récupérèrent la juridiction contentieuse des baillis et sénéchaux sur le domaine et la voirie. À cet effet des offices de procureur et d'avocat du roi furent créés dans chacun des bureaux. Bien que ne s'occupant que d'affaires de Droit, ils portaient le titre de "Trésoriers de France". La juridiction de dernier ressort des bureaux était limitée aux affaires de moins de 250 livres de capital et de 10 livres de rente. La juridiction d'appel était le parlement.